# San Marino na Zimowych Igrzyskach Olimpijskich 1984
San Marino na Zimowych Igrzyskach Olimpijskich 1984 w jugosłowiańskim Sarajewie reprezentowali trzej mężczyźni, którzy wystartowali w dwóch konkurencjach.
Był to drugi start San Marino na zimowych igrzyskach olimpijskich.

## Wyniki

### Narciarstwo alpejskie
- Christian Bollini
  - slalom gigant – nie ukończył
  - slalom – 43. miejsce
- Francesco Cardelli
  - slalom gigant – nie ukończył
  - slalom – 40. miejsce

## Biegi narciarskie
- Andrea Sammaritani
  - bieg na 15 km – 82. miejsce
  - bieg na 30 km – 69. miejsce